# Bankovci (żupania virowiticko-podrawska)
Bankovci – wieś w Chorwacji, w żupanii virowiticko-podrawskiej, w gminie Zdenci. W 2011 roku liczyła 124 mieszkańców.